# Rhyan Grant
Rhyan Grant (Canowindra, 26 de febrero de 1991) es un futbolista australiano que juega en la demarcación de centrocampista para el Sydney FC de la A-League.

## Biografía
Tras formarse como futbolista en el Instituto australiano del deporte, en 2008 el Sydney FC se hizo con sus servicios. Hizo su debut el 21 de diciembre de 2008 en un encuentro de liga contra el Perth Glory FC al sustituir a Anthony Golec en la segunda parte. Con el club ha llegado a conseguir tres títulos de la A-League y una FFA Cup.

## Clubes
| Club      | País      | Año   | Partidos | Goles |
| --------- | --------- | ----- | -------- | ----- |
| Sydney FC | Australia | 2008- | 330      | 18    |

## Palmarés

### Campeonatos nacionales
| Título   | Club      | País      | Año  |
| -------- | --------- | --------- | ---- |
| A-League | Sydney FC | Australia | 2010 |
| A-League | Sydney FC | Australia | 2017 |
| A-League | Sydney FC | Australia | 2019 |
| FFA Cup  | Sydney FC | Australia | 2017 |